# The Autumn Effect
| Оценки критиков | Оценки критиков |
| Источник        | Оценка          |
| --------------- | --------------- |
| AllMusic        | [ 1 ]           |

The Autumn Effect (англ. Эффект осени) — третий студийный альбом американской рок-группы 10 Years, выпущенный 16 августа 2005 года лейблами Universal и Republic Records.

## Список композиций
Все тексты написаны Джесси Хасек, за исключением отмеченных.
| №                   | Название            | Текст песни          | Музыка                                                  | Длительность |
| ------------------- | ------------------- | -------------------- | ------------------------------------------------------- | ------------ |
| 1.                  | «Waking Up»         | Джесси Хасек, Vodinh | Льюис Косби, Райан Джонсон, Брайан Водин, Мэтт Уэнтленд | 3:13         |
| 2.                  | «Fault Line»        |                      | Б. Водин                                                | 3:50         |
| 3.                  | «The Recipe»        |                      | Л. Косби, Р. Джонсон, Б. Водин, М. Уэнтленд             | 3:36         |
| 4.                  | «Cast It Out»       | Дж. Хасек, Б. Водин  | Б. Водин                                                | 3:18         |
| 5.                  | «Wasteland»         |                      | Р. Джонсон, Б. Водин, М. Уэнтленд                       | 3:49         |
| 6.                  | «Seasons to Cycles» | Дж. Хасек, Б. Водин  | Б. Водин                                                | 3:52         |
| 7.                  | «Half Life»         |                      | Л. Косби, Р. Джонсон, Б. Водин, М. Уэнтленд             | 4:16         |
| 8.                  | «Through the Iris»  |                      | Б. Водин                                                | 3:30         |
| 9.                  | «Empires»           |                      | Б. Водин                                                | 2:41         |
| 10.                 | «Prey»              |                      | Л. Косби, Р. Джонсон, Б. Водин, М. Уэнтленд             | 3:01         |
| 11.                 | «Insects»           |                      | Б. Водин                                                | 4:21         |
| 12.                 | «Paralyzing Kings»  |                      | Б. Водин                                                | 3:49         |
| 13.                 | «The Autumn Effect» |                      | Л. Косби, Р. Джонсон, Б. Водин, М. Уэнтленд             | 4:09         |
| Общая длительность: | Общая длительность: | Общая длительность:  | Общая длительность:                                     | 52:56        |